# 불교 4대 보살
불교의 4대 보살은 관세음보살, 지장보살, 문수보살, 보현보살이다.

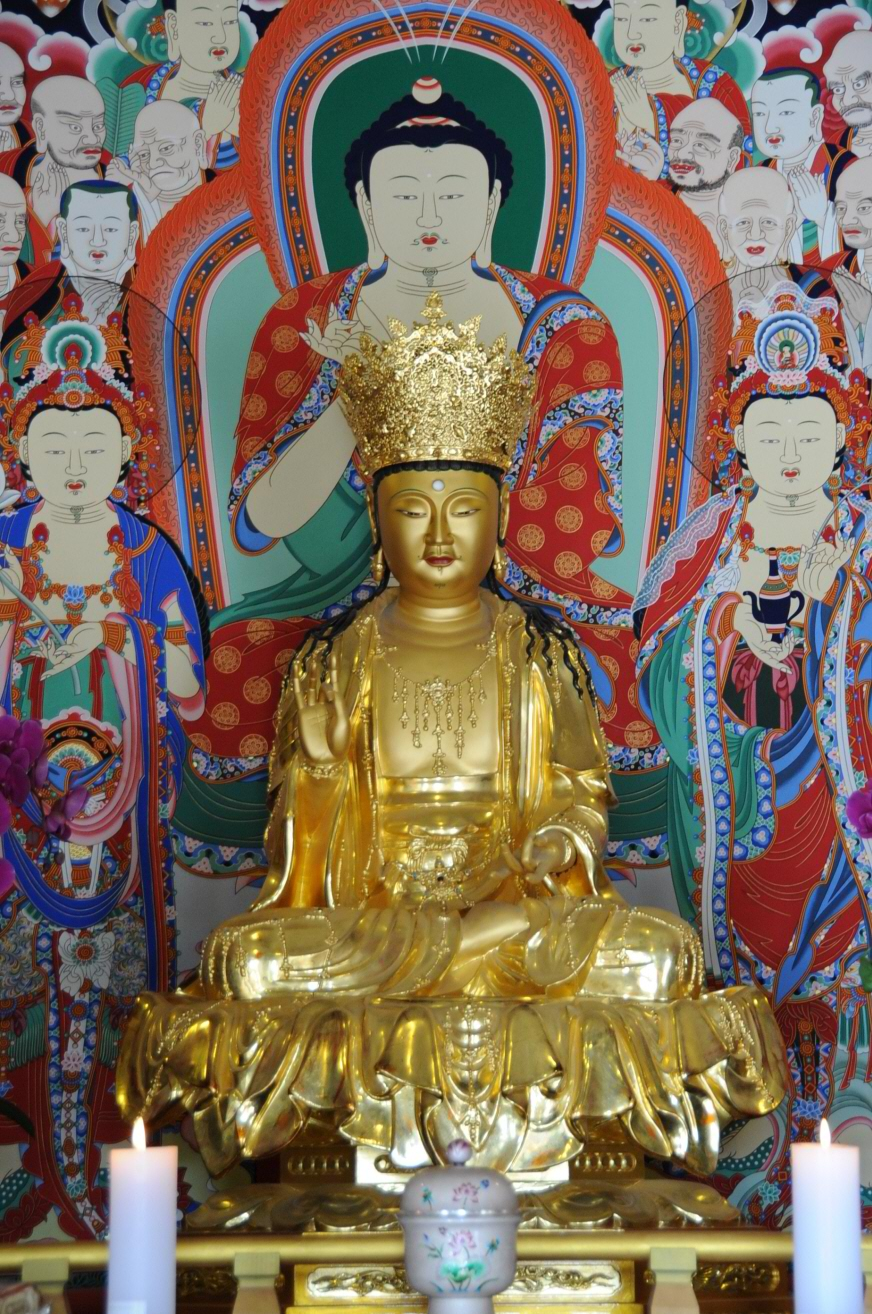
보물 제1362호 양양 낙산사 건칠관음보살좌상
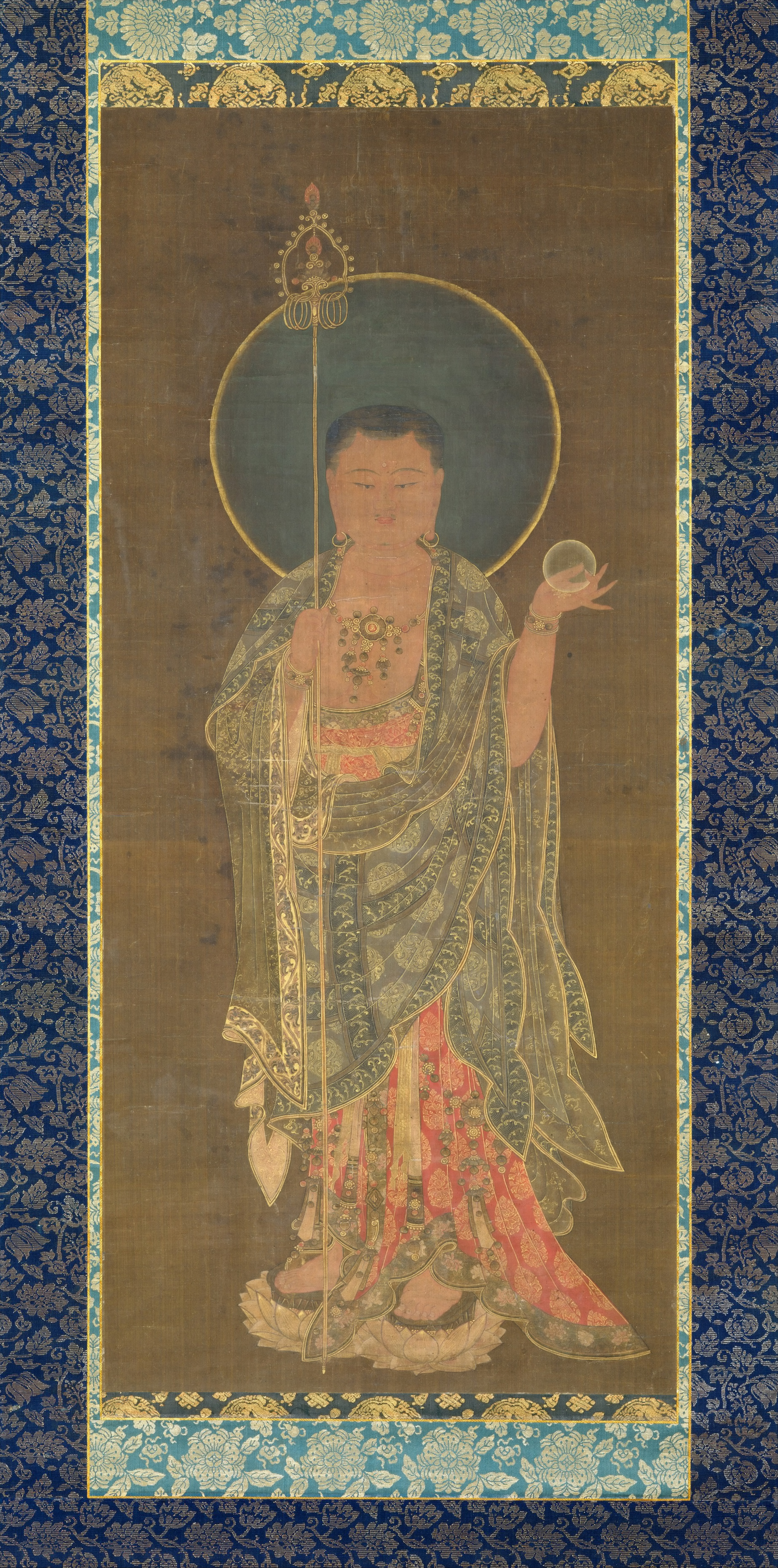
14세기 후반 고려시대 지장보살도 족자. 비단에 금을 쓰고, 채색을 하여 완성. 미국 메트로폴리탄미술관 소장.
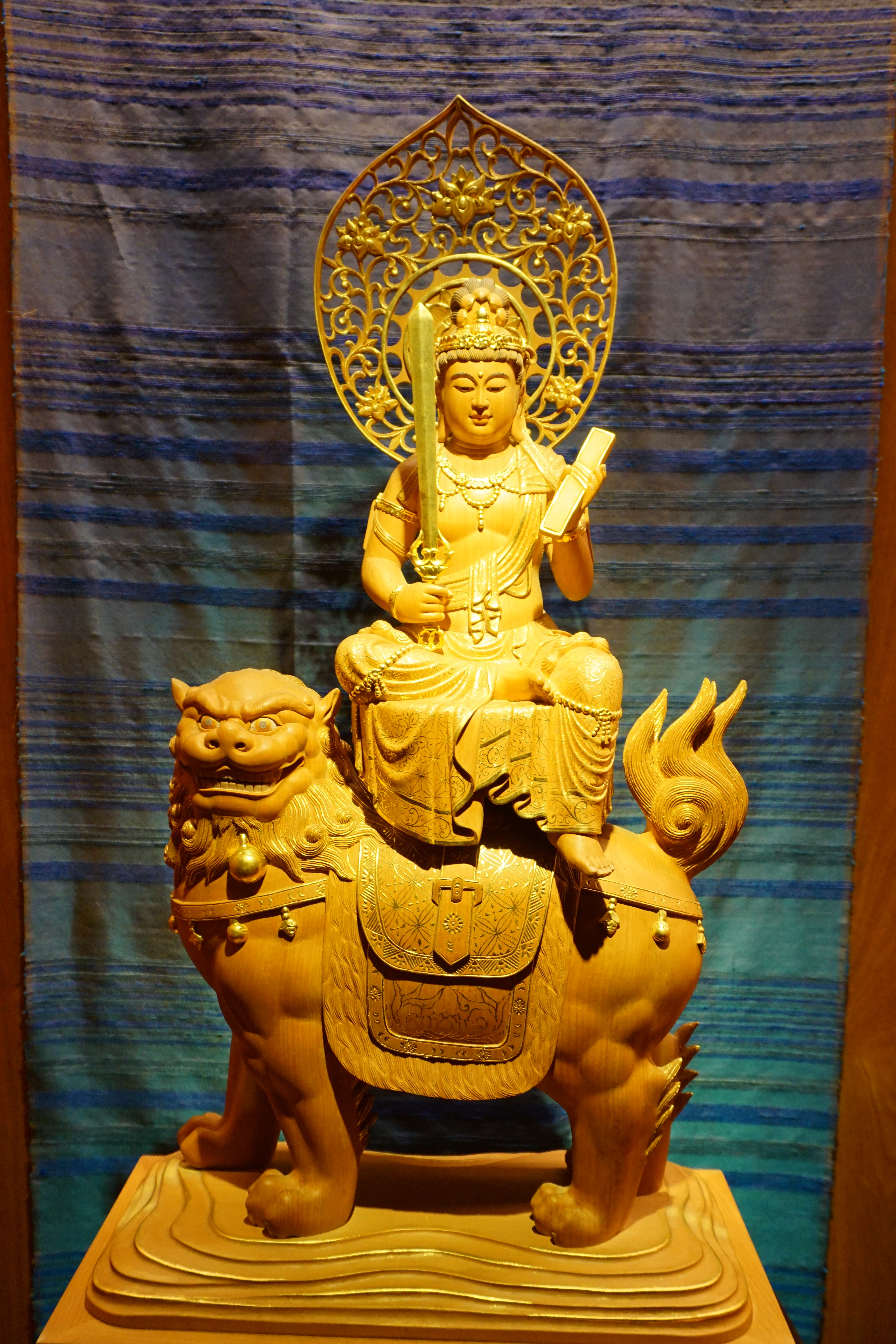
싱가포르 차이나타운에 있는 The Buddha Tooth Relic Temple and Museum(불아사(佛牙寺) 또는 불치사(佛齒寺))의 문수보살상.
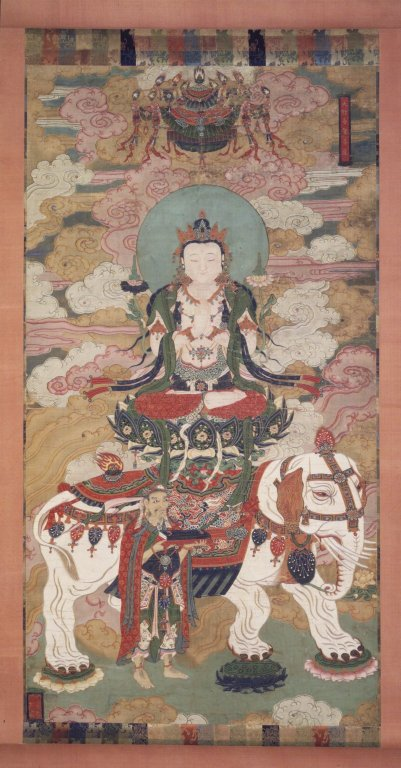
미국 브루클린 미술관이 소장하고 있는 한국의 보현보살도(1768년 - 1833년). 보현보살의 특징인 코끼리를 잘 보여준다.